# توم شرلوك
توم شرلوك (بالإنجليزية: Tom Sherlock)‏ مواليد 1 أكتوبر 1981 في دربي، هو لاعب كرة سلة بريطاني بدأ مسيرته الاحترافية في سنة 1998 يلعب مع فريق لستر رايدرز في دوري كرة السلة البريطاني ويحمل الرقم 7. يبلغ طوله 6 قدم 8 1⁄4 بوصة (2.0 م).